# Ti presento i Robinson
Ti presento i Robinson (The Robinsons) è una serie televisiva britannica in 6 episodi trasmessi per la prima volta nel corso di una sola stagione nel 2000.
È una sitcom incentrata su Ed Robinson, un attuario che si rende conto che il ramo assicurativo non è la sua passione e decide di ripensare la sua vita, e sul rapporto di questi con la sua famiglia, compresi i suoi genitori, suo fratello George e la sua sorella perfezionista Vicky.

## Personaggi e interpreti
- Ed Robinson (6 episodi, 2005), interpretato da Martin Freeman.
- George Robinson (6 episodi, 2005), interpretato da Hugh Bonneville.
- Vicky Robinson (6 episodi, 2005), interpretata da Abigail Cruttenden.
- Pam Robinson (6 episodi, 2005), interpretata da Anna Massey.
- Hector Robinson (6 episodi, 2005), interpretato da Richard Johnson.
- Maggie Robinson (6 episodi, 2005), interpretata da Amanda Root.
- Il giovane Ed Robinson (5 episodi, 2005), interpretato da Jack Dawes.
- Albert Robinson (5 episodi, 2005), interpretato da Jamie Hawkins-Dady.
- Polly (4 episodi, 2005), interpretata da Amanda Abbington.
- La giovane Vicky Robinson (3 episodi, 2005), interpretato da Amy King.
- Il giovane George Robinson (3 episodi, 2005), interpretato da Jack Stanley.
- Peter (2 episodi, 2005), interpretato da Anthony Calf.
- Crowd (2 episodi, 2005), interpretato da Emily Dormer.
- Leo (2 episodi, 2005), interpretato da Benedict Sandiford.
- Jane (2 episodi, 2005), interpretata da Lucy Tregear.

## Produzione
La serie fu prodotta da British Broadcasting Corporation, Busby Productions e Granada Television. Le musiche furono composte da Nina Humphreys.

### Registi
Tra i registi della serie sono accreditati:
- Mark Bussell
- Justin Sbresni

### Sceneggiatori
Tra gli sceneggiatori della serie sono accreditati:
- Mark Bussell
- Justin Sbresni

## Distribuzione
La serie fu trasmessa nel Regno Unito dal 5 maggio 2005 al 9 giugno 2005 sulla rete televisiva BBC2. In Italia è stata trasmessa dal 15 settembre 2005 su Paramount Comedy con il titolo Ti presento i Robinson.

## Episodi
| Stagione       | Episodi | Prima TV Regno Unito |
| -------------- | ------- | -------------------- |
| Prima stagione | 6       | 2000                 |